# Corydalis filiformis
Corydalis filiformis är en vallmoväxtart som beskrevs av John Forbes Royle. Corydalis filiformis ingår i släktet nunneörter, och familjen vallmoväxter. Inga underarter finns listade i Catalogue of Life.